# Olympische Sommerspiele 1968/Teilnehmer (Kamerun)
| Gelbes Symbol für Goldmedaillen mit stilisierten Olympischen Ringen | Graues Symbol für Silbermedaillen mit stilisierten Olympischen Ringen | Braundes Symbol für Bronzemedaillen mit stilisierten Olympischen Ringen |
| ------------------------------------------------------------------- | --------------------------------------------------------------------- | ----------------------------------------------------------------------- |
| —                                                                   | 1                                                                     | —                                                                       |

Kamerun nahm an den Olympischen Sommerspielen 1968 in Mexiko-Stadt, Mexiko, mit einer Delegation von fünf Sportlern (allesamt Männer) an fünf Wettkämpfen in zwei Sportarten teil. Es konnte eine Medaille (Silber) errungen werden. Jüngster Athlet war der Boxer Inoua Bodia (20 Jahre und 315 Tage), ältester Athlet war der Boxer Joseph Bessala (27 Jahre und 178 Tage). Es war nach den Olympischen Sommerspielen 1964 die zweite Teilnahme des Landes an Olympischen Sommerspielen.

## Medaillengewinner

### Silber
| Name           | Sportart | Wettbewerb    |
| -------------- | -------- | ------------- |
| Joseph Bessala | Boxen    | Weltergewicht |

## Teilnehmer nach Sportarten

### Boxen
- Antoine Abang
  - Mittelgewicht

Rang 16
Runde eins: ausgeschieden nach Punkten gegen Alexei Iwanowitsch Kisseljow aus der Sowjetunion (282:300 - 56:60, 58:60, 56:60, 57:60, 55:60)

- Joseph Bessala
  - Weltergewicht

Rang zwei 
Runde eins: Freilos
Runde zwei: Punktsieg gegen Luis González aus Chile (299:284 - 59:57, 60:57, 60:57, 60:55, 60:58)
Runde drei: Sieg durch technischen KO in der zweiten Runde gegen Julius Luipa aus Sambia
Viertelfinale: gegen Victor Zilberman aus Rumänien durch technischen KO in der dritten Runde gewonnen
Halbfinale: Sieg nach Punkten gegen Mario Guilloti aus Argentinien (299:288 - 60:57, 60:57, 59:58, 60:58, 60:58)
Finale: Punktniederlage gegen Manfred Wolke aus der DDR (289:297 - 57:60, 58:59, 59:59 (Runde gewonnen), 58:59, 57:60)

- Inoua Bodia
  - Leichtgewicht

Rang 17
Runde eins: Freilos
Runde zwei: KO-Niederlage in der ersten Runde gegen Anthony Quinn aus Irland

- Ernest Dong
  - Halbweltergewicht

Rang 32
Runde eins: ausgeschieden gegen Antoniu Vasile aus Rumänien durch KO in der ersten Runde (2:50 Minuten)

### Leichtathletik
- Esau Adenji
  - 5000 Meter Lauf

Runde eins: ausgeschieden in Lauf eins (Rang zwölf), 15:46,2 Minuten (handgestoppt), 15:46,21 Minuten (automatisch gestoppt)